# Raión de Bézhetsk
El raión de Bézhetsk (ruso: Бе́жецкий райо́н) es un distrito administrativo y municipal (raión) ruso perteneciente a la óblast de Tver. Se ubica en el este de la óblast. Su capital es Bézhetsk.
En 2021, el raión tenía una población de 31 775 habitantes.
El raión alberga en su esquina suroccidental el nacimiento del río Tifina. El principal curso de agua del distrito es el río Mologa.

## Subdivisiones
Comprende 401 núcleos de población distribuidos en trece gobiernos locales, que son la ciudad de Bézhetsk (la capital) y los siguientes 12 asentamientos rurales:
- Borok Sulezhski
- Vasiukovo
- Gorodishchi
- Zhitishchi
- Zoby
- Laptija
- Mórkiny Gory
- Porechye
- Sukromny
- Filipkovo
- Fraliovo
- Shishkovo-Dubrovo